# Bông lau đỏ son
Bông lau đỏ son (tên khoa học: Alophoixus ochraceus) là một loài chim trong họ Pycnonotidae.